# نتائج الانتخابات العامة الأردنية 2007

فيما يلي النتائج الرسمية والنهائية للانتخابات النيابية الأردنية التي جرت يوم الثلاثاء 20 نوفمبر/تشرين الثاني:.

## نتائج الانتخابات

### عجلون (محافظة)(دائرتين انتخابيتين، 4 مقاعد)
الدائرة الأولى: القصبة.
| التمثيل           | الانتماء\الحزب      | حالة المقعد |
| ----------------- | ------------------- | ----------- |
| ناجح محمد المومني |                     | مسلم        |
| محمد طعمة القدّة   | جبهة العمل الإسلامي | مسلم        |
| رضا حداد          |                     | مسيحي       |

الدائرة الثانية: كفرنجة.
| التمثيل      | الانتماء\الحزب | حالة المقعد |
| ------------ | -------------- | ----------- |
| أيمن الشويات |                | مسلم        |

### محافظة العاصمة (الأردن)(7 دوائر انتخابية، 23 مقعداً باستثناء مقاعد بدو الوسط)
الدائرة الأولى: بسمان، ماركا، طارق.
| التمثيل               | الانتماء\الحزب      | حالة المقعد |
| --------------------- | ------------------- | ----------- |
| خليل حسين عطية        |                     | مسلم        |
| جعفر مروان العبداللات |                     | مسلم        |
| حسن محمود صافي        |                     | مسلم        |
| عزام الهنيدي          | جبهة العمل الإسلامي | مسلم        |

الدائرة الثانية: اليرموك، النصر، راس العين، بدر.
| التمثيل          | الانتماء\الحزب      | حالة المقعد |
| ---------------- | ------------------- | ----------- |
| حمزة منصور       | جبهة العمل الإسلامي | مسلم        |
| محمد سلمي الكوز  |                     | مسلم        |
| محمد حسين الكوز  |                     | مسلم        |
| يوسف أحمد القرنة |                     | مسلم        |

الدائرة الثالثة: المدينة، زهران، العبدلي.
| التمثيل            | الانتماء\الحزب | حالة المقعد |
| ------------------ | -------------- | ----------- |
| ممدوح العبادي      |                | مسلم        |
| أحمد الصفدي        |                | مسلم        |
| عبد الرحيم البقاعي |                | مسلم        |
| يوسف البستنجي      |                | مسلم        |
| طارق خوري          |                | مسيحي       |

الدائرة الرابعة: القويسمة، الجويدة، أبو علندا، خريبة السوق، جاوا، سحاب، الجيزة، اليادودة (عمان)، أم قصير، المقابلين، الموقر.
| التمثيل     | الانتماء\الحزب | حالة المقعد |
| ----------- | -------------- | ----------- |
| خلف الرقاد  |                | مسلم        |
| حمد أبو زيد |                | مسلم        |
| نضال الحديد |                | مسلم        |

الدائرة الخامسة: شفا بدران، أبو نصير، الجبيهة، تلاع العلي، صويلح، أم السماق،  خلدا.
| التمثيل           | الانتماء\الحزب | حالة المقعد |
| ----------------- | -------------- | ----------- |
| محمد أبو هديب     |                | مسلم        |
| أحمد يوسف العدوان |                | مسلم        |
| سميح بينو         |                | مسلم/ شركسي |

الدائرة السادسة: بدر الجديدة، الصويفية، أم أذينة الغربية، الديار، وادي السير.
| التمثيل       | الانتماء\الحزب | حالة المقعد |
| ------------- | -------------- | ----------- |
| نصار القيسي   |                | مسلم        |
| لطفي الديراني |                | مسلم        |
| منير صوبر     |                | مسلم/ شركسي |

الدائرة السابعة: ناعور.
| التمثيل            | الانتماء\الحزب | حالة المقعد |
| ------------------ | -------------- | ----------- |
| عدنان خلف العجارمة |                | مسلم        |

### محافظة العقبة(1 دوائر انتخابية، مقعدان اثنان باستثناء مقاعد بدو الجنوب)
محافظة العقبة
| التمثيل       | الانتماء\الحزب | حالة المقعد |
| ------------- | -------------- | ----------- |
| زياد الشويخ]] |                | مسلم        |
| محمد البدري   |                | مسلم        |

### البلقاء (محافظة)(4 دوائر انتخابية، 10 مقاعد)
الدائرة الأولى: القصبة، ماحص، الفحيص.
| التمثيل                 | الانتماء\الحزب | حالة المقعد |
| ----------------------- | -------------- | ----------- |
| محمود الخرابشة          |                | مسلم        |
| ياسين الزعبي            |                | مسلم        |
| بسام المناصير           |                | مسلم        |
| مبارك أبو يامين العبادي |                | مسلم        |
| سليمان غنيمات           |                | مسلم        |
| حازم الناصر             |                | مسيحي       |
| فخري إسكندر الداوود     |                | مسيحي       |

الدائرة الثانية: الشونة الجنوبية.
| التمثيل            | الانتماء\الحزب | حالة المقعد |
| ------------------ | -------------- | ----------- |
| محمود سعود العدوان |                | مسلم        |

الدائرة الثالثة: دير علا.
| التمثيل     | الانتماء\الحزب | حالة المقعد |
| ----------- | -------------- | ----------- |
| خالد السطري |                | مسلم        |

الدائرة الرابعة: 'عين الباشا.
| التمثيل       | الانتماء\الحزب      | حالة المقعد |
| ------------- | ------------------- | ----------- |
| محمد خليل عقل | جبهة العمل الإسلامي | مسلم        |

### إربد (محافظة)(9 دوائر انتخابية، 16 مقعداً)
الدائرة الأولى: القصبة.
| التمثيل         | الانتماء\الحزب | حالة المقعد |
| --------------- | -------------- | ----------- |
| رسمي الملاح     |                | مسلم        |
| قاسم بني هاني   |                | مسلم        |
| عبد الله غرايبة |                | مسلم        |
| محمد الزناتي    |                | مسلم        |

الدائرة الثانية: بني عبيد .
| التمثيل             | الانتماء\الحزب | حالة المقعد |
| ------------------- | -------------- | ----------- |
| عبد الرؤوف الروابدة |                | مسلم        |
| حسني فندي الشياب    |                | مسلم        |
| راجي حداد           |                | مسيحي       |

الدائرة الثالثة: المزار الشمالي.
| التمثيل     | الانتماء\الحزب | حالة المقعد |
| ----------- | -------------- | ----------- |
| ِعصر الشرمان |                | مسلم        |

الدائرة الرابعة: الرمثا.
| التمثيل       | الانتماء\الحزب | حالة المقعد |
| ------------- | -------------- | ----------- |
| أحمد البشابشة |                | مسلم        |
| هاشم الشبول   |                | مسلم        |

الدائرة الخامسة: بني كنانة
| التمثيل          | الانتماء\الحزب | حالة المقعد |
| ---------------- | -------------- | ----------- |
| صلاح الزعبي      |                | مسلم        |
| يحيى خالد عبيدات |                | مسلم        |

الدائرة السادسة: الكورة
| التمثيل         | الانتماء\الحزب | حالة المقعد |
| --------------- | -------------- | ----------- |
| ياسين بني ياسين |                | مسلم        |

الدائرة السابعة: الأغوار الشمالية.
| التمثيل    | الانتماء\الحزب | حالة المقعد |
| ---------- | -------------- | ----------- |
| خالد الميش |                | مسلم        |

الدائرة الثامنة: الطيبة
| التمثيل      | الانتماء\الحزب | حالة المقعد |
| ------------ | -------------- | ----------- |
| شرف الهياجنة |                | مسلم        |

الدائرة التاسعة: الوسطية
| التمثيل        | الانتماء\الحزب | حالة المقعد |
| -------------- | -------------- | ----------- |
| محمود المهيدات |                | مسلم        |

### محافظة جرش(دائرة انتخابية واحدة، 4 مقاعد)
دائرة محافظة جرش
| التمثيل            | الانتماء\الحزب      | حالة المقعد |
| ------------------ | ------------------- | ----------- |
| محمد خالد زريقات   |                     | مسلم        |
| مفلح الرحيمي       |                     | مسلم        |
| أحمد مصطفى العتوم  |                     | مسلم        |
| سليمان سلامة السعد | جبهة العمل الإسلامي | مسلم        |

### الكرك (محافظة)(6 دوائر انتخابية، 10 مقاعد)
الدائرة الأولى الكرك.
| التمثيل              | الانتماء\الحزب      | حالة المقعد |
| -------------------- | ------------------- | ----------- |
| عبد الحميد ذنيبات    | جبهة العمل الإسلامي | مسلم        |
| عبد الفتاح المعايطة  |                     | مسلم        |
| عبد الله غانم زريقات |                     | مسيحي       |

الدائرة الثانية: القصر
| التمثيل            | الانتماء\الحزب | حالة المقعد |
| ------------------ | -------------- | ----------- |
| عبد الهادي المجالي |                | مسلم        |
| ميشيل حجازين       |                | مسيحي       |

الدائرة الثالثة: المزار الجنوبي.
| التمثيل       | الانتماء\الحزب | حالة المقعد |
| ------------- | -------------- | ----------- |
| عاطف الطراونة |                | مسلم        |
| يوسف الصرايرة |                | مسلم        |

الدائرة الرابعة: الأغوار الجنوبية.
| التمثيل           | الانتماء\الحزب | حالة المقعد |
| ----------------- | -------------- | ----------- |
| جميل سلامة العشوش |                | مسلم        |

الدائرة الخامسة: 'عي.
| التمثيل      | الانتماء\الحزب | حالة المقعد |
| ------------ | -------------- | ----------- |
| علي الضلاعين |                | مسلم        |

الدائرة السادسة فقوع.
| التمثيل      | الانتماء\الحزب | حالة المقعد |
| ------------ | -------------- | ----------- |
| نصر الحمايدة |                | مسلم        |

### معان (محافظة)(3 دوائر انتخابية، 4 مقاعد باستثناء مقاعد بدو الجنوب)
الدائرة الأولى: القصبة.
| التمثيل           | الانتماء\الحزب | حالة المقعد |
| ----------------- | -------------- | ----------- |
| توفيق كريشان      |                | مسلم        |
| عادل إبراهيم مشري |                | مسلم        |

الدائرة الثانية: الشوبك.
| التمثيل           | الانتماء\الحزب | حالة المقعد |
| ----------------- | -------------- | ----------- |
| وصفي علي الرواشدة |                | مسلم        |

الدائرة الثالثة: البتراء
| التمثيل       | الانتماء\الحزب | حالة المقعد |
| ------------- | -------------- | ----------- |
| هاني النوافلة |                | مسلم        |

### مادبا (محافظة)(دائرتين انتخابيتين، 4 مقاعد)
الدائرة الأولى: مادبا
| التمثيل        | الانتماء\الحزب | حالة المقعد |
| -------------- | -------------- | ----------- |
| يوسف أبو صليح  |                | مسلم        |
| محمد أبو الحيح |                | مسلم        |
| رياض اليعقوب   |                | مسيحي       |

الدائرة الثانية: ذيبان (مادبا).
| التمثيل      | الانتماء\الحزب                                           | حالة المقعد |
| ------------ | -------------------------------------------------------- | ----------- |
| فلك الجمعاني | السيدة الوحيدة التي فازت بمقعد خارج إطار الكوتا النسائية | مسلمة       |

### المفرق (محافظة)(دائرة واحدة، 4 مقاعد باستثناء مقاعد بدو الشمال)
الدائرة الأولى
| التمثيل           | الانتماء\الحزب | حالة المقعد |
| ----------------- | -------------- | ----------- |
| عبد الكريم الدغمي |                | مسلم        |
| تيسير الشديفات    |                | مسلم        |
| Ibrahim Al-Husban |                | مسلم        |
| مفلح الخزاعلة     |                | مسلم        |

### الطفيلة (محافظة)(دائرتين انتخابيتين، 4 مقاعد)
الدائرة الأولى: الطفيلة.
| التمثيل              | الانتماء\الحزب | حالة المقعد |
| -------------------- | -------------- | ----------- |
| إبراهيم العطيوي      |                | مسلم        |
| عبد الرحمن الحناقطة  |                | مسلم        |
| محمد عبد الرحيم عواد |                | مسلم        |

الدائرة الثانية: بصيرا.
| التمثيل      | الانتماء\الحزب | حالة المقعد |
| ------------ | -------------- | ----------- |
| محمد السعودي |                | مسلم        |

### الزرقاء (محافظة)(4 دوائر انتخابية، 10 مقاعد)
الدائرة الأولى
| التمثيل          | الانتماء\الحزب | حالة المقعد |
| ---------------- | -------------- | ----------- |
| ضيف الله العموش  |                | مسلم        |
| فواز حمد الله    |                | مسلم        |
| ميرزا قاسم بولاد |                | مسلم/ شركسي |
| بسام حدادين      |                | مسيحي       |

الدائرة الثانية
| التمثيل             | الانتماء\الحزب | حالة المقعد |
| ------------------- | -------------- | ----------- |
| موسى بركات الزواهرة |                | مسلم        |
| موسى رشيد الخلايلة  |                | مسلم        |
| فرحان نعمان الغويري |                | مسلم        |

الدائرة الثالثة
| التمثيل     | الانتماء\الحزب | حالة المقعد |
| ----------- | -------------- | ----------- |
| نواف الزيود |                | مسلم        |

الدائرة الرابعة
| التمثيل      | الانتماء\الحزب | حالة المقعد |
| ------------ | -------------- | ----------- |
| مرزوق الدعجة |                | مسلم        |
| محمد الحاج   |                | مسلم        |

### دائرة بدو الشمال (3 مقاعد)
| التمثيل           | الانتماء\الحزب | حالة المقعد |
| ----------------- | -------------- | ----------- |
| حابس راكان الشبيب |                | مسلم        |
| سعد هايل السرور   |                | مسلم        |
| صوان طلب الشرفات  |                | مسلم        |

### دائرة بدو الوسط (3 مقاعد)
| التمثيل          | الانتماء\الحزب | حالة المقعد |
| ---------------- | -------------- | ----------- |
| صالح راضي الجبور |                | مسلم        |
| مجحم الخريشة     |                | مسلم        |
| محمد كنوش الشرعة |                | مسلم        |

### دائرة بدو الجنوب (3 مقاعد)
| التمثيل         | الانتماء\الحزب | حالة المقعد |
| --------------- | -------------- | ----------- |
| عواد الزوايدة   |                | مسلم        |
| سند النعيمات    |                | مسلم        |
| عبد الله الجازي |                | مسلم        |

### الكوتا النسائية (الدائرة الوطنية، 6 مقاعد)[2]
| الممثل          | الانتماء/الحزب | حالة المقعد | المحافظة                 |
| --------------- | -------------- | ----------- | ------------------------ |
| إنصاف الخوالدة  |                | امرأة       | الطفيلة، الدائرة الثانية |
| حمدية القويدر   |                | امرأة       | الكرك، الدائرة السادسة   |
| ريم عبد الرزاق  |                | امرأة       | الزرقاء، الدائرة الثالثة |
| ثروت العمرو     |                | امرأة       | الكرك، الدائرة الثانية   |
| ناريمان الروسان |                | امرأة       | إربد، الدائرة الخامسة    |
| آمنة الغراغير   |                | امرأة       | البلقاء، الدائرة الثالثة |